# Heleophrynidae
Famille
Les Heleophrynidae sont une famille d'amphibiens. Elle a été créée par Gladwyn Kingsley Noble (1894-1940) en 1931.

## Répartition

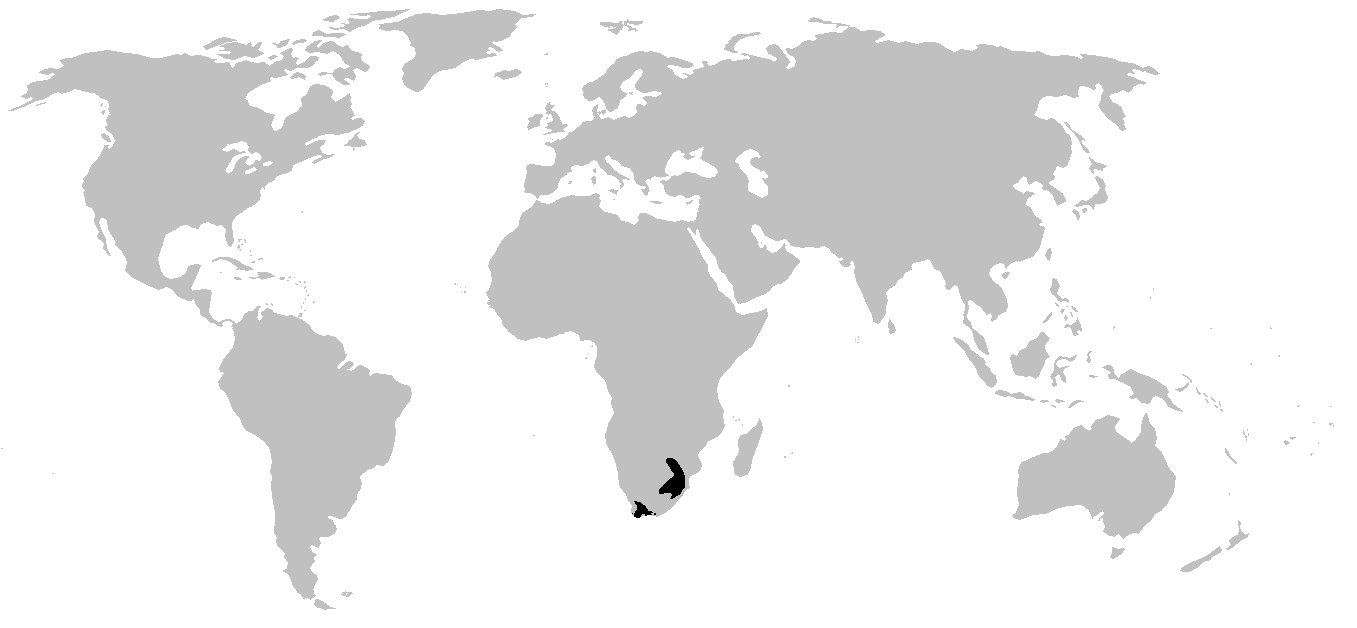
Distribution

Les espèces des deux genres de cette famille se rencontrent dans les régions montagneuses de l'Afrique du Sud, de l’Eswatini et du Lesotho.

## Liste des genres
Selon Amphibian Species of the World (10 juin 2017) :
- Hadromophryne Van Dijk, 2008
- Heleophryne Sclater, 1898

## Publication originale
- Noble, 1931 : The Biology of the Amphibia. New York and London, McGraw-Hill, p. 1-577 (texte intégral).